# Pom artificial de Crăciun

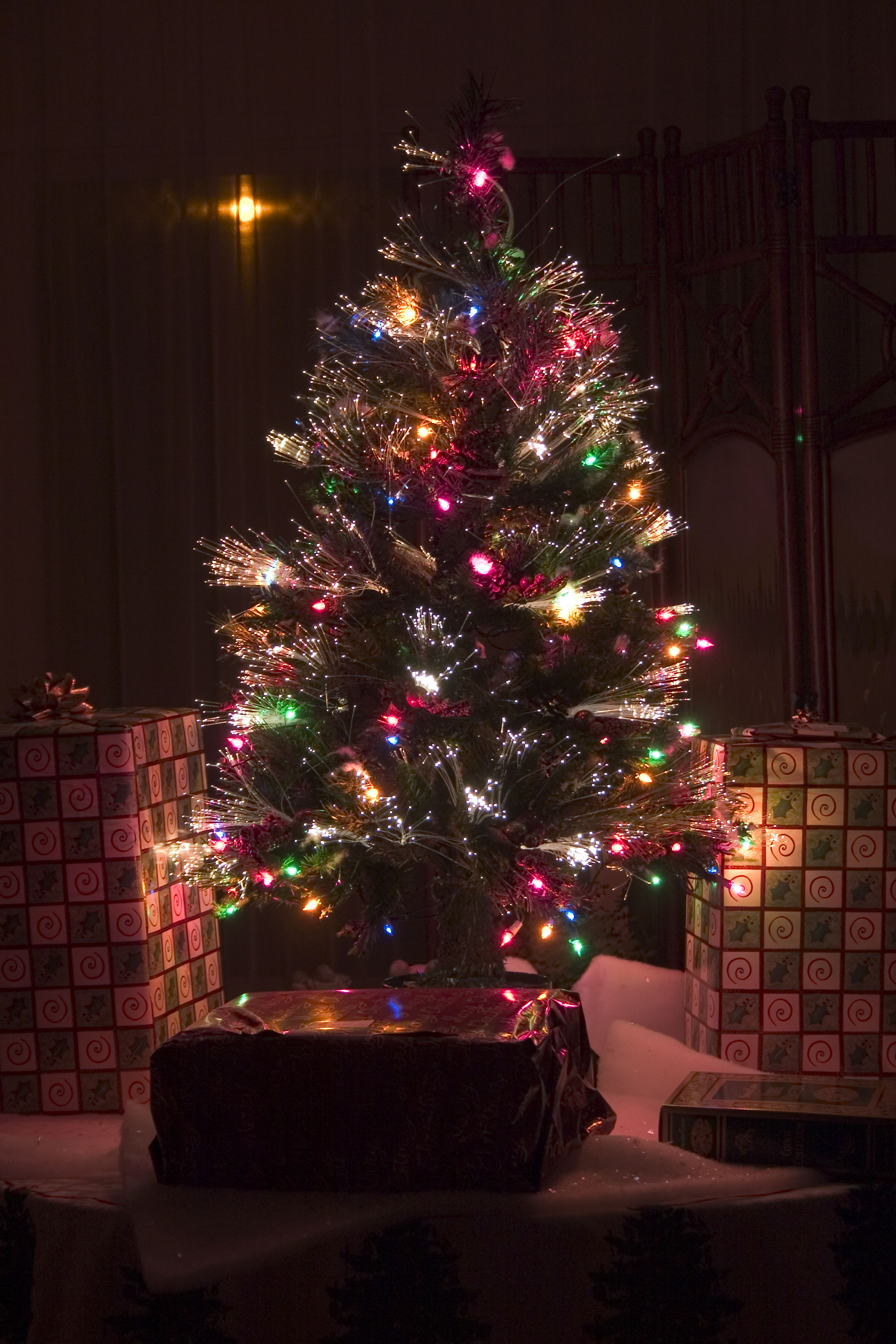
Pom artificial de Crăciun din fibră optică

Pomii artificiali de Crăciun cu aspect de brad sunt fabricați special pentru a fi folosiți ca de Crăciun. Cei mai vechi pomi artificiali au fost realizați din lemn, piramide în formă de copac sau copaci cu pene, ambele variante fiind dezvoltate de către germani. Majoritatea pomilor artificiali moderni sunt realizați din policlorură de vinil (PVC), dar numeroase alte materiale au fost și sunt utilizate, inclusiv brazi de Crăciun din aluminiu sau din fibră optică ce luminează.

## Istorie
Primii copaci artificiali de Crăciun au apărut în Germania în secolul al XIX-lea.